# Carbacanthographis marcescens
Carbacanthographis marcescens är en lavart som först beskrevs av Fée, och fick sitt nu gällande namn av Staiger & Kalb. Carbacanthographis marcescens ingår i släktet Carbacanthographis och familjen Graphidaceae.   Inga underarter finns listade i Catalogue of Life.